# شب دهم (مجموعه تلویزیونی)
شب دهم مجموعهٔ تلویزیونی به کارگردانی حسن فتحی است که در سال ۱۳۸۰ ساخته و به مناسبت ماه محرم در نوروز سال ۱۳۸۱ از شبکهٔ یک پخش شد. موسیقی این مجموعه ساخته فردین خلعتبری و خواننده تیتراژ آن علیرضا قربانی است. حسین یاری، کتایون ریاحی، رؤیا تیموریان و ثریا قاسمی از بازیگران آن هستند. این مجموعه بارها از شبکه‌های مختلف سیما باز پخش شده است.

## داستان
داستان در اواخر حکومت رضاشاه در تهران رخ می‌دهد. فردی به نام حیدر خوش‌مرام که از لات‌های تهران قدیم است، 
خواهان ازدواج با دختری از تبار قاجار می‌شود و آن دختر شرط ازدواج با حیدر را اجرای تعزیه در ده شب ماه محرم قید می‌کند، اتفاق‌هایی که در جریان تعزیه برای حیدر رخ می‌دهد شخصیت او را دگرگون می‌کند و انسانی پاک و با ایمان می‌شود. چون در زمان حکومت رضا شاه تعزیه قدغن بوده حیدر مجبور به اجرای تعزیه دور از چشم آژان‌ها می‌شود در این بین دوست حیدر به نام یاور به کمک او می‌آید و با کمک هم موفق به اجرای تعزیه در نه شب اول می‌شوند؛ از طرفی عمه شاهزاده قجری در پرونده‌ای جنایی دخیل می‌شود و در نتیجه پای یک سرگرد سنگدل تأمینات (اداره آگاهی قدیم) به ماجرا باز می‌شود. 
او قصد دارد حیدر را به‌قتل رسانده و به مراد دلش که ازدواج با آن شاهزاده قجری است برسد.
او برای این کار حاضر است هر مانعی را از سر راه خود بردارد او یاور را تهدید می‌کند که اگر به همکاری با حیدر ادامه دهی به زندان می‌روی و باید ازدواج با دختر مورد علاقه‌ات را فراموش کنی اما اگر در حین اجرای تعزیه حیدر را طوری به قتل برسانی کاری می‌کنم تا تو به زندان نروی و او را وادار به کشتن حیدر می‌کند یاور در این امر دو دل است و سرانجام شب دهم فرا می‌رسد و سرگرد که در میان تماشاچی‌های تعزیه است؛
وقتی می‌بیند یاور تمایلی به کشتن حیدر ندارد به طرف او شلیک کرده و او را به قتل می‌رساند در همین حین مأموران نظمیه که از موضوع اطلاع پیدا کرده‌اند به محل تعزیه هجوم آورده و با مردم عزادار درگیر می‌شوند سرگرد برای این که کارش را تمام کند با حیدر درگیر شده و قصد شلیک به او را دارد که حیدر با شمشیر ضربه مهلکی به او وارد کرده و او را از پا درمی‌آورد، اما در همین حین یکی از مأمورین نظمیه به طرف حیدر شلیک می‌کند.
او که در حال مرگ است برای آخرین بار شاهزاده قجر را می‌بیند و با او وداع می‌کند و حرف‌هایی می‌زند که از آن حیدر لات بعید است و فقط از دهان مؤمنی تمام عیار بیرون می‌آید و این گونه می‌شود که عاشق به معشوقش نمی‌رسد. 
در پایان حیدر دست در دست رفیقش یاور، جان به جان آفرین تسلیم کرد.

## بازیگران
| بازیگر            | نقش                 |
| حسین یاری         | حیدر                |
| کتایون ریاحی      | فخرالزمان           |
| رؤیا تیموریان     | تاج‌الملوک           |
| ثریا قاسمی        | مرضیه‌خانم           |
| پرویز پورحسینی    | دکتر ندیمی          |
| محمود پاک‌نیت      | سرگرد مبرز          |
| اکرم محمدی        | عفت                 |
| پرویز فلاحی‌پور    | یاور                |
| مظفر مقدم         | بایرام              |
| شهین علیزاده      | احترام              |
| حسین خانی‌بیک      | مرشد قدرت           |
| ابراهیم‌ آبادی     | قهوه‌چی              |
| فرشید صمدی‌پور     | حشمت                |
| عباس ظفری         | قنبر                |
| رامسین کبریتی     | سروان معینی         |
| امیر آتشانی       | شکرریز              |
| شکرخدا گودرزی     | اصغر پلنگ‌دره‌ای      |
| منوچهر آذر        | سیدحسن واعظ         |
| ناصر گیتی‌جاه      | سرکار سماوات        |
| حمید افشار        | سرهنگ درمنش         |
| آتش تقی‌پور        | خسروخان             |
| حسین افشار        | سرگرد بهرامی        |
| علاءالدین قاسمی   | آقاصفر تعزیه‌خوان    |
| محمد ورشوچی       | اسمال آقا           |
| محمدرضا قاسمی     | پسرک واکسی          |
| صدیقه کیانفر      | مادر سروان معینی    |
| مریم مهرعلی       | زن مرشد قدرت        |
| احمد عزیزی        | حیدر تعزیه‌خوان      |
| مرشدعلی ترابی     | معین البکاء         |
| امیر باران‌لویی    | درویش               |
| سیامک اشعریون     | سرآجان              |
| شاپور کلهر        | سرکار اقدسی         |
| عباس جنانی        | سرپاسبان            |
| رامین جلیلی       | مأمور               |
| شاهین امیرسلیمانی | مأمور               |
| علی ذبیحی         | دستیار سرگرد بهرامی |
| جابر غفاریان      | معین السلطنه        |
| رضا منوچهری       | احتشام              |
| غلامحسین عرفانیان | ضارب                |
| محمدصدیق مرادزاده | ضارب                |
| عباس قاصدی        | ضارب                |
| سیامک حلمی        | نوچه                |
| مهدی جمشیدی       | نوچه                |
| داود بنی‌اسد       | نوچه                |
| مسعود تسلیمی      | نوچه                |
| نعمت‌الله عزت‌پور   | نوچه                |
| علی غفارلو        | نوچه                |
| سعید فیروزی       | نوچه                |
| علی مسعودی        | نوچه                |
| بهنام وحدت‌پور     | نوچه                |
| داود گلبافت       | نوچه                |
| مهدی کیائی‌ها      | نوچه                |
| حمید مددی         | نوچه                |
| بهمن رضوی         | نوچه                |
| نادر سحری         | مرد مزاحم           |
| علی اصغر دمیرچی   | میهمان              |
| رضا ولی‌زاده       | راننده              |
| علیرضا اکبری      | ورزشکار             |
| حمید امیری        | ورزشکار             |
| داود جعفرپور      | نقال                |
| علی خوری          | شاگرد قهوه‌چی        |
| پانته‌آ محمدی      | کودکی فخرالزمان     |

## موسیقی
موسیقی متن سریال ساختهٔ فردین خلعتبری و با صدای علیرضا قربانی بر روی اشعاری از افشین یداللهی است. به دلیل استقبال از موسیقی این سریال، آلبومی نیز از قطعات آن منتشر شد.
نوازندگان:

تار: علی رزمی

سنتور: امید سیاره

ویلن و آلتو: بردیا کیارس/عماد رضا نکویی/مازیار ظهیر الدینی

کمانچه: محمد مرآتی

ضرب: فرامرز نجفی تهرانی

ترومپت: عباس صالحی

آواز سوپرانو: مهسا وحدت
قطعات:

آلبوم این مجموعه دارای ۱۵ قطعه، ۱۳ قطعهٔ بی کلام و ۲ قطعهٔ آوازی (باکلام) است. لازم است ذکر شود قطعهٔ «به سوگ من نشسته‌ای ولی نمرده‌ام هنوز» در سریال پخش نشده اما در آلبوم موسیقی متن این سریال منتشر شده است.
| شماره | نام                                                                    | سراینده       | خواننده       | مدت   |
| ----- | ---------------------------------------------------------------------- | ------------- | ------------- | ----- |
| ۱.    | «شب دهم» (تیتراژ پایانی)                                               | افشین یداللهی | علیرضا قربانی | ۲:۴۹  |
| ۲.    | «قطعه ۲»                                                               |               | بی کلام       | ۰:۵۹  |
| ۳.    | «قطعه ۳»                                                               |               | بی کلام       | ۰:۳۰  |
| ۴.    | «قطعه ۴»                                                               |               | بی کلام       | ۰:۳۱  |
| ۵.    | «قطعه ۵»                                                               |               | بی کلام       | ۱:۰۷  |
| ۶.    | «قطعه ۶»                                                               |               | بی کلام       | ۳:۰۸  |
| ۷.    | «قطعه ۷»                                                               |               | بی کلام       | ۱:۳۱  |
| ۸.    | «قطعه ۸»                                                               |               | بی کلام       | ۵:۰۸  |
| ۹.    | «قطعه ۹»                                                               |               | بی کلام       | ۹:۲۷  |
| ۱۰.   | «قطعه ۱۰»                                                              |               | بی کلام       | ۱:۰۳  |
| ۱۱.   | «قطعه ۱۱»                                                              |               | بی کلام       | ۱:۴۸  |
| ۱۲.   | «قطعه ۱۲»                                                              |               | بی کلام       | ۱:۰۸  |
| ۱۳.   | «قطعه ۱۳»                                                              |               | بی کلام       | ۰:۵۰  |
| ۱۴.   | «قطعه ۱۴» (شامل تیتراژ ابتدایی، آوازهای یک شب دلی و به سوگ من نشسته‌ای) | افشین یداللهی | علیرضا قربانی | ۲۳:۴۱ |
| ۱۵.   | «قطعه ۱۵»                                                              |               | بی کلام       | ۱:۳۹  |

کنسرت:

در ماه رمضان سال ۹۱ در تاریخ‌های ۵، ۶ و ۷ مرداد، کنسرتی از موسیقی این مجموعه با ارکستر ملی ایران به رهبری آرش گوران و با حضور عوامل سریال در برج میلاد برگزار شد.

## جوایز و افتخارات
| ۱۳۸۱ | ششمین دوره جشن حافظ                                   |                                  |                |          |
| ۱۳۸۱ | ششمین دوره جشن حافظ                                   | بهترین کارگردانی تلویزیونی       | حسن فتحی       | نامزدشده |
| ۱۳۸۱ | ششمین دوره جشن حافظ                                   | بهترین فیلمنامه تلویزیونی        | حسن فتحی       | برنده    |
| ۱۳۸۱ | ششمین دوره جشن حافظ                                   | بهترین بازیگر مرد درام تلویزیونی | حسین یاری      | نامزدشده |
| ۱۳۸۱ | ششمین دوره جشن حافظ                                   | بهترین بازیگر مرد درام تلویزیونی | پرویز فلاحی‌پور | نامزدشده |
| ۱۳۸۱ | ششمین دوره جشن حافظ                                   | بهترین بازیگر زن درام تلویزیونی  | کتایون ریاحی   | برنده    |
| ۱۳۸۱ | چهارمین جشنواره سیما                                  |                                  |                |          |
| ۱۳۸۱ | بهترین فیلمنامه سریال «الف»                           | حسن فتحی                         | برنده          |          |
| ۱۳۸۱ | بهترین تهیه کنندگی سریال «الف»                        | حسن بشکوفه                       | برنده          |          |
| ۱۳۸۱ | بهترین بازیگر مرد فیلم تلویزیونی یا سریال «الف» و «ب» | حسین یاری                        | برنده          |          |
| ۱۳۸۱ | بهترین صداگذاری                                       | خسرو کیوان‌مهر                    | برنده          |          |
| ۱۳۸۱ | بهترین موسیقی متن                                     | فردین خلعتبری                    | دیپلم افتخار   |          |